# Prankster
Prankster (rodno ime Toine Berbee, Breezand) je nizozemski producent i DJ.
Prankster je započeo producirati u ljeto 2004. kada je našao Fruity Loopsov softverski program FL Studio. Iako u to vrijeme nije producirao na ozbiljnijoj razini, on je provodio mnogo vremena s time. To je sve postalo bolje kada je upoznao svog pijatelja producenta Outragea, koji ga je puno učio o produciranju i softveru. U ljeto 2006., Prankster je kupio svoje prve gramofone. Počeo je vježbati na visokoj bazi. Njegov prvi javni nastup je bio 13. travnja 2007. U međuvremenu, nakon produciranja nekih malih amaterskih projekata, krupno natjecanje je prešlo njegov put, a to je bilo natjecanje za najbolji remiks Neophyteove pjesme "Execute" na jubilarnom izdanju Rotterdam Recordsa: Rotterdam Records 100. Ovo natjecanje je obećavalo ugovor s pobjednikom te objavljivanje njegovog remiksa na jubilarno izdanje. Prankster je pobijedio na natjecanju. Nakon toga, stvari su tekle vrlo brzo. Godinu dana kasnije, Prankster je objavio svoju prvu samostalnu ploču. S rezervacijama na Evil Activitiesovoj zabavi objavljivanja albuma i na "Rotterdam Records: 15+1 Jaar Feest" zabavi, stvari izgledaju vrlo dobro.

## Diskografija
- 2007.: Neophyte - Execute (Prankster Remix)*
- 2008.: Life Of Crime
  - 1. "Life Of Crime (Original Mix)"
  - 2. "Intoxication"
  - 3. "Hustlers & Killers"
  - 4. "Life Of Crime (De Prolaxx En Outrage Tietjes Remix)"
- 2010.: Ophidian - Lost In The Forest (Prankster Remix)

(*) Puni naziv: Execute (Gemikst En Opgestuurd Door Prankster Wat Vervolgens Resulteerde In Het Heugelijke Feit Dat Hij Winnaar Werd Van De Remikskontest)

## Vanjske poveznice
- Diskografija
- Službena stranica